# Dove Award
A Dove Award-ot 1969-ben alapította a Gospel Music Association (gospel zenészek támogatására létrejött szervezet – röv.: GMA), hogy díjjal jutalmazzák azokat a kortárs, keresztény, illetve gospel zenét játszó zenészeket, akik kiemelkedőt alkottak. A díjat évenként osztják ki, a díjátadót Nashville-ben (Tennessee, USA) tartják. Az átadást televízión közvetítik.
Mivel a keresztény zenében sok zenei irányzat képviselteti magát, a díjat a zenei stílusok széles körében kiosztják, a rocktól a country-n keresztül egészen a tradicionális gospelig. Minden díjátadón fellépnek a keresztény zenei ipar legújabb és legnépszerűbb művészei.

## Dove Award kategóriák 2004-ben
- Az Év Dala
- Az Év Dalszerzője
- Az Év Férfi Énekese
- Az Év Női Énekese
- Az Év Együttese
- Az Év Művésze
- Az Év Felfedezettje
- Az Év Producere
- Az Év Rap/Hip-Hop Felvétele
- Az Év Modern Rock Felvétele
- Az Év Rock Felvétele
- Az Év Rock/Kortárs (?) Felvétele
- Az Év Pop/Kortárs (?) Felvétele
- Az Év Leginspirálóbb Felvétele
- Az Év Southern Gospel (?) Felvétele
- Az Év Bluegrass (?) Felvétele
- Az Év Country Felvétele
- Urban Recorded Song of the Year (?)
- Az Év Tradicionális Gospel Felvétele
- Az Év Kortárs Gospel (?) Felvétele
- Az Év Rap/Hip-Hop Albuma
- Az Év Modern Rock Albuma
- Az Év Rockalbuma
- Az Év Rock/Kortárs (?) Albuma
- Az Év Pop/Kortárs (?) Albuma
- Az Év Leginspirálóbb Albuma
- Az Év Southern Gospel (?) Albuma
- Az Év Bluegrass (?) Albuma
- Az Év Country Albuma
- Urban Album of the Year(?)
- Az Év Tradicionális Gospel Albuma
- Az Év Kortárs Gospel (?) Albuma
- Az Év Dicséret Albuma
- Az Év Instrumentális Albuma
- Az Év Gyermekeknek szóló (?) Albuma
- Az Év Spanyol Nyelvű Albuma
- Az Év Alkalmi Albuma
- Az Év Zenésze
- Az Év Ifjúsági/Gyermek Zenésze
- Choral Collection of the Year (?)
- Az Év Dicséret Dala
- Az Év Zenei Gyűjteménye (?)
- Az Év Videóklipje (rövid)
- Az Év Videóklipje (hosszú)